# Suohe (köpinghuvudort i Kina, Hubei Sheng, lat 30,52, long 113,90)
Suohe (kinesiska: 索河, 索河镇) är en köpinghuvudort i Kina. Den ligger i provinsen Hubei, i den centrala delen av landet, omkring 38 kilometer väster om provinshuvudstaden Wuhan. Antalet invånare är 21 544. Befolkningen består av 10 823 kvinnor och 10 721 män. Barn under 15 år utgör 13,0 %, vuxna 15-64 år 74 %, och äldre över 65 år 11,0 %.
Runt Suohe är det mycket tätbefolkat, med 1 095 invånare per kvadratkilometer. Närmaste större samhälle är Makou, 8,1 km nordväst om Suohe. Trakten runt Suohe består till största delen av jordbruksmark.
Genomsnittlig årsnederbörd är 1 638 millimeter. Den regnigaste månaden är maj, med i genomsnitt 242 mm nederbörd, och den torraste är december, med 28 mm nederbörd.